# 久恩德普拉
久恩德普拉（Jhundpura），是印度中央邦Morena县的一个城镇。总人口8110（2001年）。

## 人口
该地2001年总人口8110人，其中男性4499人，女性3611人；0—6岁人口1531人，其中男867人，女664人；识字率48.75%，其中男性为62.26%，女性为31.93%。